# بکوورث (کالیفرنیا)
بکوورث (به انگلیسی: Beckwourth) یک منطقهٔ مسکونی در ایالات متحده آمریکا است که در شهرستان پلوماس، کالیفرنیا واقع شده‌است. بکوورث ۳۰٫۲۷ کیلومتر مربع مساحت و ۳۶٬۸۷۷ نفر جمعیت دارد و ۱٬۴۹۷ متر بالاتر از سطح دریا واقع شده‌است.